# Gebrinius
Gebrinius est une version celtique locale du dieu Mercure. 

## Inscriptions
Au IIe siècle, un autel fut érigé à Bonn pour l'honorer. La pierre représente le dieu en plein aspect romain, mais est néanmoins dédiée à "Mercure Gebrinius", peut-être du nom d'une divinité locale des Ubii, dont le culte était lié à celui du dieu romain.
Sous la cathédrale de Bonn (Bonna, province romaine Germania supérieure) ont été trouvés après les fouilles archéologiques de 1920 pas moins de dix pierres sacrées romaines dédiées au Mercurius Gebrinius :
- Nesselhauf Nr.  186: AE 1931, 26 Deo Merc[u]/rio Gebrinio Aurelius / Perula p(raepositus?) p(ortus?) L(irensis?) / rip(a)e Rheni leg(ionis) / I M(inerviae) templum / [?]
- Nesselhauf Nr. 187: AE 1930, 31 Mercurio / Gebrinio / Adnamatius / Dubitatus / mi[l(es)] leg(ionis) I M(inerviae) / [?]
- Nesselhauf Nr. 188: AE 1931, 27 Deo Mercurio Gebrin(io) / C(aius) Victorius / Liberalis nego/{t}tiator cretarius v(otum) s(olvit) l(ibens) m(erito)
- Nesselhauf Nr. 189: Mercurio Gebri/nio Amandini / Similis et Ianua/rius v(otum) s(olverunt) l(ibentes) m(erito)
- Nesselhauf Nr. 190: Mercurio Gebri/nio ex imp(erio) ips(ius) C(aius) Ana/illius Atto et Anail/lius Attonius pro / se et suis l(ibentes) m(erito)
- Nesselhauf Nr. 191: Mercurio Gebri/nio M(arcus) Cu[3]o/nius Vict[o]r / pro se et su[is] s(olvit) l(ibens) m(erito)
- Nesselhauf Nr. 192: Mercurio / Gebrinio / L(ucius) Manius / Sacer / v(otum) s(olvit) l(ibens) m(erito)
- Nesselhauf Nr. 193: Me[rcurio] / Gebr[i]n[io] / L(ucius) Paccius / Paris / v(otum) s(olvit) l(ibens) l(aetus) m(erito)
- Nesselhauf Nr. 194: Deo Mercurio Gebr/innio(!) Marcus Ulpi/[u]s Gratus votum / [so]lvit libens merit/[o] pro se et suis om/nibus
- Nesselhauf Nr. 195: [Merc]urio / [Gebr]inio / [3]niu[s]

Du même sanctuaire, plusieurs pierres sacrées, dédiées à la Matronae Aufaniae, avec laquelle Gebrinius est étroitement liée